# André Willms
André Willms (Magdeburgo, RDA, 18 de septiembre de 1972) es un deportista alemán que compitió en remo.
Participó en cuatro Juegos Olímpicos de Verano, obteniendo en total tres medallas, oro en Barcelona 1992, oro en Atlanta 1996 y bronce en Sídney 2000, en la prueba de cuatro scull, y el quinto lugar en Atenas 2004, en la misma prueba.
Ganó ocho medallas en el Campeonato Mundial de Remo entre los años 1993 y 2003.

## Palmarés internacional
| Juegos Olímpicos   | Juegos Olímpicos              | Juegos Olímpicos  | Juegos Olímpicos |
| Año                | Lugar                         | Medalla           | Prueba           |
| ------------------ | ----------------------------- | ----------------- | ---------------- |
| 1992               | Barcelona (España)            | Medalla de oro    | Cuatro scull     |
| 1996               | Atlanta (Estados Unidos)      | Medalla de oro    | Cuatro scull     |
| 2000               | Sídney (Australia)            | Medalla de bronce | Cuatro scull     |
| Campeonato Mundial |                               |                   |                  |
| Año                | Lugar                         | Medalla           | Prueba           |
| 1993               | Račice (República Checa)      | Medalla de oro    | Cuatro scull     |
| 1994               | Indianápolis (Estados Unidos) | Medalla de oro    | Scull individual |
| 1995               | Tampere (Finlandia)           | Medalla de plata  | Cuatro scull     |
| 1997               | Aiguebelette (Francia)        | Medalla de plata  | Scull individual |
| 1999               | St. Catharines (Canadá)       | Medalla de oro    | Cuatro scull     |
| 2001               | Lucerna (Suiza)               | Medalla de oro    | Cuatro scull     |
| 2002               | Sevilla (España)              | Medalla de bronce | Doble scull      |
| 2003               | Milán (Italia)                | Medalla de oro    | Cuatro scull     |